# Пассе
Пассе́ (фр. Passais) — колишній муніципалітет у Франції, у регіоні Нормандія, департамент Орн. Населення — 809 осіб (2011).
Муніципалітет був розташований на відстані близько 240 км на захід від Парижа, 80 км на південь від Кана, 65 км на захід від Алансона.

## Історія
До 2015 року муніципалітет перебував у складі регіону Нижня Нормандія. Від 1 січня 2016 року належав до нового об'єднаного регіону Нормандія.
1 січня 2016 року Пассе, Л'Епіне-ле-Конт i Сен-Сімеон було об'єднано в новий муніципалітет Пассе-Віллаж.

## Демографія
Динаміка населення (EHESS і INSEE ):
Розподіл населення за віком та статтю (2006):
| Стать | Всього | До 15 років | 15-24 | 25-44 | 45-64 | 65-85 | Понад 85 |
| --- | ------ | ----------- | ----- | ----- | ----- | ----- | -------- |
| Чоловіки | 377    | 86          | 31    | 78    | 77    | 93    | 12       |
| Жінки | 437    | 47          | 24    | 74    | 93    | 140   | 59       |
| \| Статево-вікова піраміда \| Статево-вікова піраміда \| Статево-вікова піраміда \| \| ----------------------- \| ----------------------- \| ----------------------- \| \| Чоловіки \| Вік \| Жінки \| \| 12 \| 85 + \| 59 \| \| 12 \| 80-84 \| 23 \| \| 31 \| 75-79 \| 47 \| \| 31 \| 70-74 \| 47 \| \| 19 \| 65-69 \| 23 \| \| 19 \| 60-64 \| 27 \| \| 12 \| 55-59 \| 16 \| \| 19 \| 50-54 \| 27 \| \| 27 \| 45-49 \| 23 \| \| 19 \| 40-44 \| 19 \| \| 16 \| 35-39 \| 16 \| \| 16 \| 30-34 \| 27 \| \| 27 \| 25-29 \| 12 \| \| 12 \| 20-24 \| 8 \| \| 19 \| 15-20 \| 16 \| \| 12 \| 10-14 \| 19 \| \| 27 \| 5-9 \| 16 \| \| 47 \| 0-4 \| 12 \| |        |             |       |       |       |       |          |
| Статево-вікова піраміда |        |             |       |       |       |       |          |
| Чоловіки | Вік    | Жінки       |       |       |       |       |          |
| 12 | 85 +   | 59          |       |       |       |       |          |
| 12 | 80-84  | 23          |       |       |       |       |          |
| 31 | 75-79  | 47          |       |       |       |       |          |
| 31 | 70-74  | 47          |       |       |       |       |          |
| 19 | 65-69  | 23          |       |       |       |       |          |
| 19 | 60-64  | 27          |       |       |       |       |          |
| 12 | 55-59  | 16          |       |       |       |       |          |
| 19 | 50-54  | 27          |       |       |       |       |          |
| 27 | 45-49  | 23          |       |       |       |       |          |
| 19 | 40-44  | 19          |       |       |       |       |          |
| 16 | 35-39  | 16          |       |       |       |       |          |
| 16 | 30-34  | 27          |       |       |       |       |          |
| 27 | 25-29  | 12          |       |       |       |       |          |
| 12 | 20-24  | 8           |       |       |       |       |          |
| 19 | 15-20  | 16          |       |       |       |       |          |
| 12 | 10-14  | 19          |       |       |       |       |          |
| 27 | 5-9    | 16          |       |       |       |       |          |
| 47 | 0-4    | 12          |       |       |       |       |          |

## Економіка
2010 року серед 393 осіб працездатного віку (15—64 років) 290 були активними, 103 — неактивними (показник активності 73,8%, у 1999 році було 66,0%). З 290 активних мешканців працювали 263 особи (144 чоловіки та 119 жінок), безробітними було 27 (17 чоловіків та 10 жінок). Серед 103 неактивних 26 осіб було учнями чи студентами, 42 — пенсіонерами, 35 були неактивними з інших причин.

У 2010 році в муніципалітеті числилось 346 оподаткованих домогосподарств, у яких проживали 723,0 особи, медіана доходів виносила 14 622 євро на одного особоспоживача